# Wojna Emboabas
Wojna Emboabas (port. Guerra dos Emboabas) – konflikt pomiędzy bandeirantes z rejonu São Paulo a poszukiwaczami złota z innych części Brazylii (emboabas), który miał miejsce w latach 1707-09 na terenie dzisiejszego stanu Minas Gerais w Regionie Południowo-Wschodnim. Strony konfliktu walczyły o kontrolę nad nowo odkrytymi złożami złota w regionie. 

## Tło historyczne
Do połowy XVII wieku jedną z podstaw brazylijskiej gospodarki był cukier, pochodzący z plantacji trzciny cukrowej w Regionie Północno-Wschodnim. Jednak po pokonaniu i wypędzeniu Holendrów z Brazylii w 1654 roku, przenieśli się oni na Karaiby i tam zakładali własne plantacje. Brazylijski cukier przegrywał konkurencję z cukrem wytwarzanym na Karaibach. Doprowadziło to do kryzysu ekonomicznego na Północnym Wschodzie Brazylii, która była wówczas portugalską kolonią.
W drugiej połowie XVII wieku, szukając nowych źródeł zysków, Portugalia wspierała wyprawy, których celem było poszukiwanie metali szlachetnych. Do najbardziej aktywnych poszukiwaczy należeli bandeirantes z terenów dzisiejszego stanu São Paulo. W 1674 roku Fernão Dias Pais odkrył szlak prowadzący do interioru stanu Minas Gerais, a kilka lat później Bartolomeu Bueno da Silva wyznaczył trasę prowadzącą do Goiás i Mato Grosso. Jednak prawdziwa gorączka złota zaczęła się w 1698 roku, kiedy Antônio Dias de Oliveira odkrył pierwsze złoża w regionie dzisiejszego miasta Ouro Preto.
Bandeirantes z São Paulo, którzy dokonali pierwszych odkryć, uważali, że to im należy się monopol na wydobycie złota. Odmiennego zdania były władze portugalskie, które zamierzały wykorzystać złoża do wzbogacenia całego swojego imperium. Co więcej, wieści o odkryciu złota na południu Brazylii, szybko rozprzestrzeniły się po całym kraju i wkrótce w te rejony zaczęli ściągać liczni przybysze z innych części kolonii, a także Portugalczycy z Europy.

## Nazwa
Nazwa konfliktu pochodzi od pejoratywnego określenia przybyszów: emboabas. W języku Indian tupi ten termin oznacza ptaka z opierzonymi nogami. Poszukiwacze złota ściągający do São Paulo z innych części Brazylii nosili wysokie buty, przypominające opierzone nogi ptaka, dlatego bandeirantes nazywali ich emboabas. Sami, w odróżnieniu od przybyszów, przeważnie chodzili boso.

## Przebieg konfliktu

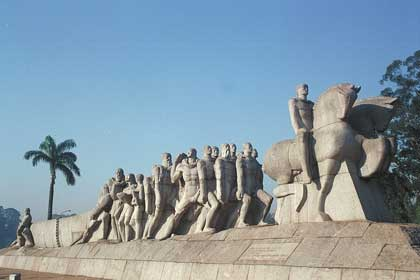
Pomnik bandeirantes w São Paulo

W roku 1707 na terenach, gdzie odkryto złoto, rywalizowały ze sobą dwie grupy: bandeirantes pod przywództwem Manuela de Borba Gato oraz emboabas (napływowi) dowodzeni przez Portugalczyka Manuela Nunesa Vianę. Obydwie grupy zakładały własne osady w pobliżu kopalni złota i dochodziło między nimi do licznych potyczek. Najbardziej krwawym epizodem w Wojnie Emboabas było Capão de Traição - incydent nazwany od miejsca położonego w okolicach dzisiejszych miejscowości São João del Rei i Tiradentes, w którym ok. 300 paulistas zostało otoczonych przez większe siły emboabas. Osaczonym złożono obietnicę, że w zamian za poddanie się, zostanie im darowane życie. Gdy bandeirantes złożyli broń, zostali zabici przez emboabas.
Wojna zakończyła się porażką bandeirantes z São Paulo, którzy zostali zmuszeni do wycofania się z regionu i szukania złota w zachodnich obszarach Brazylii. W 1709 roku w konflikt włączył się gubernator Rio de Janeiro, Antônio de Albuquerque Coelho de Carvalho, nakazując przywódcy emboabas Nunesowi Vianie, aby wrócił na swoją plantację w rejonie rzeki São Francisco. Nunes Viana wcześniej mianował się “najwyższym dyktatorem Minas Gerais”.

## Konsekwencje
- W 1709 roku władze portugalskie w miejsce kapitanii São Vicente powołały kapitanię o nazwie São Paulo e Minas de Ouro i wyłączyły ją spod jurysdykcji Rio de Janeiro. W 1720 roku uległa ona podziałowi na dwie kapitanie: São Paulo i Minas Gerais.[2]
- Pokonani bandeirantes z São Paulo udali się na zachód w poszukiwaniu nowych złóż i eksplorowali tereny dzisiejszych stanów Goiás i Mato Grosso, zakładając tam nowe kopalnie.[7]
- São Paulo uzyskało status miasta.[4]
- Uregulowano pobór podatków, których wysokość wynosiła 20% od zysków z wydobycia złota.[4]
- Wraz z przejęciem kontroli nad kopalniami w regionie Minas Gerais przez koronę portugalską, zakończyły się lokalne konflikty. Od tego momentu Portugalia decydowała o przyznawaniu złotonośnych działek.[4]